# UFC 151
O UFC 151: Jones vs. Henderson seria um evento de MMA promovido pelo Ultimate Fighting Championship que foi cancelado e estava previsto para acontecer dia 1 de Setembro de 2012 no Mandalay Bay Events Center em Las Vegas, Nevada, EUA.

## Background
O evento era esperado para receber a disputa de Cinturão dos Pesos Meio Pesados entre Jon Jones e Dan Henderson.
A luta entre Thiago Tavares e Dennis Hallman foi originalmente planejada para o UFC 150, mas foi transferida para este evento em 12 de julho de 2012.
O co-evento principal era esperado para ser entre Josh Koscheck e Jake Ellenberger. No entanto, Koscheck foi diagnosticado com um hérnia de disco e foi retirado deste evento. O veterano Jay Hieron foi contratado e o substituiria neste evento.
O evento foi cancelado no dia 23 de agosto de 2012, apenas uma semana antes da data marcada para o evento. O motivo foi uma lesão de Dan Henderson e a recusa de Jon Jones em enfrentar Chael Sonnen, sendo o primeiro evento do UFC a ser cancelado na história. Jones foi escalado então para enfrentar Lyoto Machida, porém, Machida se recusou a lutar e Jones enfrentou Vitor Belfort no UFC 152, onde venceu por finalização.
Com o cancelamento do evento, as lutas foram passadas para outros eventos: Jake Ellenberger vs. Jay Hieron, Michael Johnson vs. Danny Castillo, Shane Roller vs. Jacob Volkmann e Dennis Hallman vs. Thiago Tavares foram para o UFC on FX: Browne vs. Pezão. As lutas entre Takeya Mizugaki vs. Jeff Hougland e John Lineker vs. Yasuhiro Urushitani foram passadas para o UFC on Fuel TV: Le vs. Franklin. Tim Means vs. Abel Trujillo, Daron Cruickshank vs. Henry Martinez e Dennis Siver vs. Eddie Yagin passaram para o UFC on Fox: Henderson vs. Diaz. Enquanto a luta entre Kyle Noke vs. Charlie Brenneman foi movida para o UFC 152.

## Ligações Externas
- Página oficial